# Childia trianguliferum
Childia trianguliferum är en plattmaskart som först beskrevs av Westblad 1942.  Childia trianguliferum ingår i släktet Childia och familjen Childiidae. Inga underarter finns listade i Catalogue of Life.